# Acinodendron laxiflora
Acinodendron laxiflora är en tvåhjärtbladig växtart som beskrevs av Constantine Samuel Rafinesque. Acinodendron laxiflora ingår i släktet Acinodendron och familjen Melastomataceae. Inga underarter finns listade i Catalogue of Life.